# Kneževo
La municipalidad de Kneževo se localiza dentro de la región de Banja Luka, dentro de la República Srpska, en Bosnia y Herzegovina.

## Localidades
Esta municipalidad de la República Srpska, localizada en Bosnia y Herzegovina se encuentra subdividida en las siguientes localidades a saber:
- Bastaji
- Bokani
- Borak
- Bregovi
- Čarići
- Ćukovac
- Golo Brdo
- Imljani
- Javorani
- Kobilja
- Kostići
- Mokri Lug
- Paunovići
- Rađići
- Kneževo / Skender Vakuf
- Šolaji
- Vlatkovići
- Živinice

## Geografía
El municipio Kneževo, se extiende a 40 km de este a oeste y 15 km de norte a sur, se encuentra en el centro de Bosnia-Herzegovina, en la República Srpska. Se eleva a una altitud de entre 600 y 1.493 m (Monte Lisina) y se encuentra entre los ríos Ugar, Vrbas y Vrbanja. Las montañas son inaccesibles y densamente arboladas. El municipio, al norte, es propicio para la agricultura intensiva.
Kneževo está bordeado por las municipalidades de Čelinac, Kotor Varoš, Travnik, Jezero, Dobretići, Mrkonji Grad y la ciudad de Banja Luka, en el oeste.

## Demografía
Si se considera que la superficie total de este municipio es de 352 kilómetros cuadrados y su población está compuesta por unas 19.418 personas, se puede estimar que la densidad poblacional de esta municipalidad es de cincuenta y cinco habitantes por cada kilómetro cuadrado de esta división administrativa.